# 東京都立大学 (1949-2011)

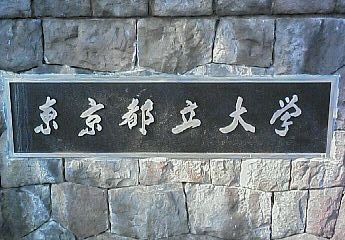
扁額

東京都立大学（とうきょうとりつだいがく、英語: Tokyo Metropolitan University）は、かつて日本に存在した公立大学である。
東京都八王子市南大沢に本部を置き、公立大学法人首都大学東京によって運営されていた。略称は都立大（とりつだい）、都大（とだい）。2005年4月1日、本学を含む4つの大学・短期大学を前身とする首都大学東京へ統合され、2011年3月31日をもって閉学した。
なお、首都大学東京が2020年に「東京都立大学」に改名したことにより、東京都立大学を称する大学が再び誕生したが、2つの大学には一定の断絶がある。

## 沿革
東京都立大学の一番古い母体は、1929年に、設置された7年制の旧制高校・旧制府立高等学校である。府立高等学校は、東京府が公立では3番目の高等学校として設置し、内地の7年制高等学校としては最も新しくできた。7年制高校とは、4年間の尋常科と3年間の高等科を置いた英国のパブリックスクールになぞらえ、イートンハーレーに範を取った高校である。このシステムには、中学の時点で既に帝大への進学が確証されるという利点があった。戦前は、府立一中→官立一高→東京帝国大学とすすむ道が、エリートコースとされていたが、一高と一中の管轄が違うために、一中が独自に上に接続する高校を作ろうとした。しかし周りの中学が反対したためにできたのが、この旧制府立高校である。そのため麹町区永田町の東京府立第一中学校（現在の東京都立日比谷高校）内で、1929年に東京府立の高等学校として開校した。初代府立高校校長の川田正澂も府立一中との兼任であった。川田正澂の胸像は都立大学の正門脇に建っている。川田は学校設立にあたり、イギリスのイートン校を理想として、「自由と自治」の精神を学校教育の真髄とした。そういう経緯から、旧制府立高等学校（後の都立大学及び都立大学附属高校）の校章は、桜に旭日、府立一中の逆である。
1932年、府立高校は、現在の東京都目黒区八雲一丁目1番1号（東急東横線都立大学前付近）に移転し、一高と双璧をなす旧制府立として有名になった。戦前、7年制高校は全国で8校あり、東京には、官公立では東京高校と府立高校、私学では武蔵高校、成城高校、成蹊高校があった。また1934年に東京高校が尋常科の募集を停止したため、府立高校は東京で唯一の官公立7年制高校となり、過剰な人気を博す。
府立高校は、第二次大戦中の1943年に東京都制が始まるに伴い都立高等学校と改名し、戦後の1949年の学制改革を迎える。この改革で、旧制都立高校の尋常科は東京都立大学附属高校に改組して、高等科は東京都立大学教養部と諸学部に改組した。もう一方の東京高校は尋常科が東京大学教育学部附属高校に、高等科が新制東京大学に改組された。また都立大学の設立に当たっては他の5専門学校も都立大学に組み入れられた。都立工業専門学校、都立理工専門学校、都立機械工業専門学校、都立化学工業専門学校、都立女子専門学校である。これらのうち、理系4専門学校は都立大学の理学部、工学部に引き継がれている。こうして都立大学は、昼夜開講制度を取る総合大学として、人文学部、理学部、工学部の3学部体制で発足した。同窓会の名称は、旧制府立高校の伝統を引き継ぎ、地名の八雲1-1-1からとった八雲会である。1957年に、A類とB類の二部制度となり、それぞれ修業年数が4年・5年と定められたが、入試内容・教授陣・授業内容・卒業資格に区別はなく、昼夜同等の教育が続けられた。また、この年に人文学部から法経学部が独立し4学部体制となった。1966年に、法経学部が法学部と経済学部に分かれ5学部体制となり、牧野富太郎標本記念館、小笠原研究委員会が設立された。更に、1977年には都市研究センターが設立される。
だがこのように組織を拡充するにつれ、新たな問題が浮上する。八雲キャンパス、及び、理学部、工学部の深沢キャンパスが手狭になったのである。このために、1991年東京都目黒区八雲1-1-1に附属高校は残したまま東京都八王子市南大沢1-1-1に移転し、施設を大幅に拡充し、国際交流センター、情報処理施設、RI研究施設、環境保全施設などを新たに設置した。1994年都市研究センターを都市研究所に改称し、1996年都市科学研究科に博士課程を設置した。1997年ウィーン大学と学生交換留学協定に調印し、2000年イェール大学文理大学院と人文学部英文科が学生交流協定に調印した。2003年から社会科学研究科に経営学専攻 (MBA) を設置し、2004年から同研究科に法曹養成専攻専門職学位課程（法科大学院）を設置した。

### 年表
- 1949年 - 東京都立大学開学 (人文学部、理学部、工学部設置)
- 1953年 - 人文科学研究科 (修士)、社会科学研究科 (修士)、理学研究科 (修士)、工学研究科 (修士)設置
- 1955年 - 人文科学研究科 (博士)、社会科学研究科 (博士)、理学研究科 (博士)、工学研究科 (博士)設置
- 1957年 - 法経学部設置
- 1966年 - 法学部、経済学部設置
- 1977年 - 都市研究センター設置
- 1984年 - 都市研究所
- 1986年 - 都市科学研究科 (修士)
- 1988年 - 都市科学研究科 (博士)
- 1991年 - 八王子市南大沢に移転
- 2003年 - 社会科学研究科に経営学専攻 (MBA) を設置
- 2004年 - 社会科学研究科に法曹養成専攻専門職学位課程 (法科大学院) を設置
- 2005年 - 東京都から公立大学法人首都大学東京に移管
- 2011年 - 東京都立大学閉学

## 都立4大学整理、統合
1990年代後半、政府、地方自治体は経済不況および少子高齢化の進行による財政難を解消すべく、行財政改革に着手した。その流れで国公立大学は整理、統合のうえ「独立行政法人」として政府、地方自治体の保護から離れるべきという機運が日本社会に高まった。東京都立大学も例に洩れず、他の都立の大学（東京都立科学技術大学、東京都立保健科学大学、東京都立短期大学）と共に整理、統合される予定となった。
ところが、2003年4月の東京都知事選挙で「まったく新しい大学を作る」という公約を掲げた石原慎太郎が二期目当選を果たし、新大学の構想について学部構成や履修形態などが大幅に変わるなど事態は急展開を迎えた。この過程において、多数の教員が流出するなど、大きな混乱が生じた（後述）。
なお、都立大学の各学部は、新設された首都大学東京において都市教養学部に統合されていたが、2018年度には、人文社会、法、経済経営、理の4学部へと解体・再編して、かつての東京都大学改革大綱での学部構成へと概ね「回帰」した。さらには、2020年度より大学名も「東京都立大学」として、引き継ぐことにした。

### 構想転換から閉学までの流れ
- 2003年
  - 8月1日、東京都大学管理本部（2002年に大学改革推進に資するため設置。以下、管理本部とする）が、それまで大学関係者を交え議論、合意してきた「東京都大学改革大綱」を一方的に破棄した上で「都立の新しい大学の構想について」を発表した。
  - 9月25日、都立大人文学部が抗議声明を出した。
  - 10月7日、都立大総長茂木俊彦が「新大学設立準備体制の速やかな再構築を求める」という声明を出した。
  - 11月1日、法政大学社会学部の荒井容子を中心に「都立の大学を考える都民の会」が発足した。
  - 12月5日、「東京都が新大学の学部理念を河合塾に委託」という報道がなされた。なお、これは「理念作成や詳細設計に必要な資料」の作成を外注したものという答弁が後日の都議会でなされている。
  - 12月11日、法学部4教授のうち、2名の抗議辞職、2名の体調不良による退職で都立大法科大学院の入試が延期された（2004年2月末実施）。家族法の石井美智子、行政法の磯部力がそれぞれ、明治大学、立教大学に移籍した。
  - 12月26日、都立大理学、工学部、都立科技大教官110名が「一方的な新大学設立準備の見直しと開かれた大学改革を求める」という声明を出した。
- 2004年
  - 1月14日、文部科学省「21世紀COEプログラム」事業推進者、都立大学経済学部「近代経済学」グループが「管理本部の新大学構想と設立準備体制の見直しを」という声明を出した。
  - 1月26日、筑波大学の哲学者鬼界彰夫が研究者1280名を代表して「都立大に関する文科大臣への要望書」を文部科学大臣に提出した。
  - 2月6日、「東京都立大学」が名称公募では最多だったが、管理本部は新大学名として首都大学東京を発表。
  - 2月28日、日比谷公会堂で「東京都の大学改革を考えるシンポジウム」が金子勝等を招き開催され、約1800人が参加した。
  - 3月19日、都文教委員会で「現大学の評議会、教授会と協議し妥協することは構造的にありえない」と管理本部が発言した。
  - 3月31日付で、国際文化コースへの統合が決定された人文学部文学科英文学専攻では英語学会会長（当時）の中島平三が学習院大学に、仏文学専攻ではレヴィナス論の合田正人が明治大学に移籍した。経済学部では労働経済学の神林龍が一橋大学に、応用ミクロ経済学の大瀬戸真次、畳谷整克がそれぞれ東北大学、神戸大学に移籍した。
  - 4月7日、就任意思確認書（就任承諾書）未提出だったCOEグループに見切りをつけた管理本部が、経済学コース設置見送りを発表。既に移籍が決定した者を含めた近代経済学グループ16名中15名が新大学への就任承諾書提出を拒否した。
  - 6月23日、首都大学東京非就任者の一部によって「首大非就任者の会ウェブサイト」(kubidai.com) が開設された。ただし、同会の会員、運営者等は一切明らかにされていない。
  - 7月3日、文科省大学設置審が新大学早期認可を見送った。これは、就任承諾書非提出者が25名にのぼったことにより、4月の設置申請提出内容と7月の設置申請提出内容との間に大きな変更があったためである。
  - 8月3日、4大学教員声明呼びかけ人会より「新大学を巡る危機的状況に対し、全ての関係責任者に緊急対応を求める」との声明が出された。
  - 9月30日、文科省大学設置審が5つの留意事項をつけて新大学開設を認可した。このとき申請内容から経済学コースは完全に消滅した。留意事項には「設置者及び各大学間の連携を十分図り」などとあった。
  - 10月7日、東京都立大学総長茂木俊彦が「新大学設置認可答申を受けて」と題した声明文の中で「東京都は留意事項と大学の意見を真摯に受け止め改善の努力を行うべき」 という主旨の意見表明をした。新大学開設が既定化された後も、抗議活動は収束することはなかった。
  - 10月13日、近代経済学グループ16名中15名が新大学への就任承諾書提出を拒否した結果、21世紀COEプログラム「金融市場のミクロ構造と制度設計」を返上する事態となったことが発表された。[3]
  - 10月19日、東京都庁大会議室で開かれた首都大学東京をサポートする組織の設立総会の祝辞の中で、石原慎太郎東京都知事が「フランス語は数を勘定できない言葉だから国際語として失格しているのも、むべなるかなという気がする。そういうものにしがみついている手合いが反対のための反対をしている。笑止千万だ。」と発言する。
  - 石原知事は経済学部のCOE返上問題について「一部のバカ野郎が反対して（COEの）金がでなくなったが、あんなものどうでもいい」と発言している[4]。
- 2005年
  - 3月31日付で、東京都立大学総長の茂木俊彦は任期を満了し、歴代総長最後の職を終えた。人文学部では、文学科英文学専攻では折島正司、末廣幹、高見健一がそれぞれ青山学院大学、専修大学、学習院大学に移籍した。文学科独文学専攻では岡本順治が学習院大学に移籍した。文学科国文学専攻では荻野綱男、小林賢次がそれぞれ日本大学、京都女子大学に移籍した。心理教育学科では総長の茂木俊彦が桜美林大学に移籍した。社会学科社会人類学専攻では、大塚和夫が東京外国語大学に移籍した。法学部では法哲学の名和田是彦が法政大学に、行政法の人見剛が北海道大学に、日本法制史の水林彪が一橋大学に移籍した。経済学部では、近代経済学グループでは計量経済学の浅野晳が筑波大学に、経済成長論の戸堂康之が青山学院大学に、金融論の日向野幹也が立教大学に、21世紀COEプロジェクトリーダーの渡部敏明が日本銀行金融研究所を経て2006年4月より一橋大学に、労働経済学の中村二郎、ゲーム理論の丸田利昌、産業組織論の村上直樹、空間経済学の村田安寧が日本大学に移籍した。経営学グループでは会計学の川本淳が学習院大学に、経営組織論の松嶋登が神戸大学に移籍した。経済史グループでは経済思想史の深貝保則が横浜国立大学に移籍した。なお離職、退職した者、離職はしないが新大学への就任をしなかった者については記載していない。
  - 4月1日、新大学・首都大学東京が開学。東京都大学管理本部は解散し、総務局首都大学支援部となる。また、東京都立大学条例の廃止に伴い公立大学法人首都大学東京が設置され、（旧）東京都立大学は、同法人の所管下となった。
  - 7月13日、仏語学校経営者らが2004年10月19日の知事の発言に対して謝罪広告と損害賠償を求める訴えを東京地方裁判所に起こす。
- 2011年
  - 3月31日付で、（旧）東京都立大学が廃止された。

### 「東京都大学改革大綱」による新大学構想（1999年 - 2002年）

#### 学部
- 人文学部
  - 哲学・西洋古典学
  - 歴史・考古学
  - 教育学
  - 心理学
  - 社会人類学
  - 日本文学
  - 中国文学
  - 英文学
  - ドイツ文学
  - フランス文学
  - 言語科学
  - 地域文化
  - 日本語教育・日本学
  - 社会学
  - 社会福祉学
- 法学部
  - 法律学
  - 政治学
- 経済学部
  - 経済学
  - 経営学
- 理学部
  - 数学
  - 情報数理
  - 物理学
  - 化学
  - 生物・生命
  - 地理環境
  - 〔人間科学（副専攻プログラム）〕
- 工学部
  - 機械システム
  - 知的システム
  - 機械創成
  - 航空宇宙工学
  - 電気システム
  - 電子通信
  - 情報工学
  - 土木環境工学
  - 応用化学
  - 材料化学
  - 建築学
- 保健科学部
  - 看護学科
  - 理学療法学科
  - 作業療法学科
  - 放射線学科
- 総合
  - 都市（副専攻プログラム）

#### 研究科
- 人文科学研究科
  - 哲学・西洋古典学
  - 歴史・考古学
  - 教育学
  - 心理学
  - 社会人類学
  - 日本文学
  - 中国文学
  - 英文学
  - ドイツ文学
  - フランス文学
  - 言語科学
  - 地域文化
  - 日本語教育・日本学
- 法学政治学研究科
  - 法務学・法曹養成課程【法科大学院】
  - 基礎法学
  - 政治学
- 経済学研究科
  - 経済学
  - 経営学【ビジネス・スクール】
- 理学研究科
  - 数理情報科学
  - 物理学
  - 化学
  - 生物科学
  - 地理環境科学
  - 人間科学
  - 生命科学
- 工学研究科
  - 機械システム
  - 知的機械システム
  - 航空宇宙工学
  - 電気電子システム
  - 情報通信システム
  - 土木環境工学
  - 応用化学
  - 技術経営【エンジニアリング・スクール】
  - 人間・情報システム
  - 先端物質・生物工学
- 先端科学研究科
  - 工学研究科から多少の専攻移管を検討中
- 保健科学研究科
  - 看護学
  - 理学療法学
  - 作業療法学
  - 放射線学
- 総合都市研究科
  - 都市・政策システム（都市科学）【都市政策大学院】
  - 社会デザイン（社会学、社会福祉学）
  - 空間デザイン（建築学）

### 「都立の新しい大学の構想について」（2003年8月1日 - ）
実際に開設された首都大学東京の学部構成・大学院構成とは異なる。

#### 学部
- 都市教養学部
  -     - 都市教養コース

  - 人文・社会系
    - 社会学コース
    - 心理・教育学コース
    - 国際文化コース

  - 法学系
    - 法律学コース
    - 政治学コース

  - 経済学系
    - 経済学コース - 21世紀COEプログラム返上に伴い、近代経済学グループ教員が大幅に流出したことで首都大開学時には設置に至らず。
    - 経営学コース

  - 理工学系
    - 数理科学コース
    - 物理学コース
    - 化学コース
    - 生命科学コース
    - 電気電子工学コース
    - 機械工学コース
- 都市環境学部
  - 地理環境コース
  - 都市基盤環境コース
  - 建築都市コース
  - 材料化学コース
- システムデザイン学部
  - ヒューマンメカトロニクスシステムコース
  - 情報通信システム工学コース
  - 航空宇宙システム工学コース
  - 経営システムデザインコース
  - インダストリアルアートコース
- 保健福祉学部
  - 看護学科
  - 理学療法学科
  - 作業療法学科
  - 放射線学科

#### 研究科
- 2005年度は従来と同じ構成の研究科を設置。2006年から新大学の研究科を設置。

## 歴代総長
| 役職             | 氏名             |
| 旧制府立高校校長 | 旧制府立高校校長 |
| ---------------- | ---------------- |
| 初代校長         | 川田正澂         |
| 東京都立大学総長 |                  |
| 初代総長         | 柴田雄次         |
| 第2代総長        | 矢野禾積         |
| 第3代総長        | 永井雄三郎       |
| 第4代総長        | 團勝磨           |
| 第5代総長        | 沼田稲次郎       |
| 第6代総長        | 楠川絢一         |
| 第7代総長        | 下山瑛二         |
| 第8代総長        | 佐野博敏         |
| 第9代総長        | 山住正己         |
| 第10代総長       | 荻上紘一         |
| 第11代総長       | 茂木俊彦         |

### 公立大学協会会長兼務者
都立大総長のうち、公立大学協会会長を兼務した者を以下にまとめた。
| 代               | 在任期間                | 大学役職名       | 氏名             |
| 公立大学協会会長 | 公立大学協会会長        | 公立大学協会会長 | 公立大学協会会長 |
| ---------------- | ----------------------- | ---------------- | ---------------- |
| 初代会長         | 1949年10月 - 1953年10月 | 東京都立大学総長 | 柴田雄次         |
| 第4代会長        | 1957年10月 - 1961年3月  | 東京都立大学総長 | 矢野禾積         |
| 第5代会長        | 1961年4月 - 1962年6月   | 東京都立大学総長 | 永井雄三郎       |
| 第11代会長       | 1971年5月 - 1973年3月   | 東京都立大学総長 | 團勝磨           |
| 第12代会長       | 1973年4月 - 1974年5月   | 東京都立大学総長 | 沼田稲次郎       |
| 第18代会長       | 1983年5月 - 1985年3月   | 東京都立大学総長 | 楠川絢一         |
| 第19代会長       | 1985年3月 - 1986年5月   | 東京都立大学総長 | 下山瑛二         |
| 第27代会長       | 1998年5月 - 1999年3月   | 東京都立大学総長 | 山住正己         |
| 第28代会長       | 1999年4月 - 2001年5月   | 東京都立大学総長 | 荻上紘一         |

## 組織

### 学部
5学部21学科を擁する。
- 人文学部
  - 哲学科
  - 史学科
  - 心理・教育学科（心理学専攻・教育学専攻）
  - 社会学科
  - 社会福祉学科
  - 文学科（国文学専攻・中国文学専攻・英文学専攻・独文学専攻・仏文学専攻）
- 法学部
  - 法律学科
  - 政治学科
- 経済学部
  - 経済学科
- 理学部
  - 数学科
  - 物理学科
  - 化学科
  - 生物学科
  - 地理学科
- 工学部
  - 機械工学科
  - 精密機械工学科
  - 電気工学科
  - 電子・情報工学科
  - 土木工学科
  - 建築学科
  - 応用化学科（工業化学専攻・材料化学専攻）

### 研究科
5研究科・修士課程28専攻・博士課程27専攻を擁する。
- 人文科学研究科
  - 哲学専攻
  - 史学専攻
  - 心理学専攻
  - 教育学専攻
  - 国文学専攻
  - 中国文学専攻
  - 英文学専攻
  - 独文学専攻
  - 仏文学専攻
- 社会科学研究科
  - 社会人類学専攻
  - 社会学専攻
  - 社会福祉学専攻
  - 政治学専攻
  - 基礎法学専攻
  - 経済政策専攻
  - 経営学専攻【ビジネス・スクール】
  - 法曹養成専攻（法科大学院）【ロー・スクール】
- 理学研究科
  - 数学専攻
  - 物理学専攻
  - 化学専攻
  - 生物科学専攻
  - 地理科学専攻
  - 身体運動科学専攻
- 工学研究科
  - 機械工学専攻
  - 電気工学専攻
  - 土木工学専攻
  - 建築学専攻
  - 応用化学専攻
- 都市科学研究科
  - 都市科学専攻

## 所在地
2005年よりいずれも首都大学東京（当時。現・東京都立大学）のキャンパスとなっている。
- 南大沢キャンパス（人文学部・法学部・経済学部・理学部・工学部）
  - 東京都八王子市南大沢一丁目1番地
  - 設計は高橋靗一
- 晴海キャンパス（法科大学院）
  - 東京都中央区晴海一丁目2番2号